# Raymond Lahey
Raymond John Lahey (St. John's (Newfoundland en Labrador), 29 mei 1940) is een voormalig Canadees geestelijke en bisschop van de Rooms-Katholieke Kerk. Nadat onder meer kindermisbruik aan het licht kwam, werd hij door het Vaticaan in de lekenstand teruggeplaatst.

## Carrière
Lahey bezocht de Pauselijke Universiteit Saint Paul in Ottawa, waar hij in 1966 cum laude promoveerde in de theologie. In 1963 werd hij priester gewijd. Hij doceerde vervolgens enkele jaren aan de Memorial University of Newfoundland. Hierna werd hij vicaris-generaal van het aartsbisdom St. John's in Newfoundland en Labrador. 
In 1985 benoemde paus Johannes Paulus II hem tot ereprelaat van Zijne Heiligheid. Een jaar later werd hij benoemd tot bisschop van St. George's in Corner Brook. Hij koos In Cruce Salus als wapenspreuk. Hier bleef hij tot 2003, toen hij werd overgeplaatst naar het bisdom Antigonish.

### Seksschandaal en einde carrière
Tijdens zijn periode te Antigonish kreeg hij te maken met een omvangrijk schandaal rond misbruik van minderjarigen. Het bisdom bereikte in augustus 2009 een schikking met de slachtoffers voor wie een fonds werd gesticht van 13 miljoen Canadese dollar, waar de slachtoffers een beroep op konden doen.
Eén maand nadat bisschop Lahey zijn handtekening had gezet onder deze schikking, werd hij tijdens een routinecontrole op het vliegveld van Ottawa aangehouden nadat douanebeambten kinderporno op zijn laptop hadden aangetroffen. Hierop bood hij aan paus Benedictus XVI zijn ontslag aan, die dit onmiddellijk aanvaardde. In april 2010 deed een man aangifte tegen Lahey die zei jarenlang door hem misbruikt te zijn geweest, zodat hem nu ook kindermisbruik ten laste werd gelegd.
Op 4 mei 2011 bekende Lahey voor de rechtbank van Ottawa schuld voor het in bezit hebben en importeren van kinderporno. Zijn advocaat maakte die dag bekend dat Lahey niet op borgtocht wilde worden vrijgelaten in afwachting van zijn uiteindelijke straf, maar dat hij - uit berouw - meteen wilde worden gevangengezet. Tijdens een zitting van de rechtbank op 21 december 2011, gaf de oud-bisschop aan verslaafd te zijn geweest aan internetporno. Hij bood opnieuw excuses aan. Lahey ontkende een voorkeur te hebben voor jonge jongens, een lezing die door het psychiatrisch rapport werd bevestigd. Niettemin wees de openbaar aanklager op sadomasochistische afbeeldingen, waar vaak ook kinderen op te zien waren, zoals op een afbeelding waarop een als monnik verklede man een jongen slaat met een peddel.
Op diezelfde dag maakte het Vaticaan bekend dat de bisschop in de lekenstand was teruggeplaatst.
Begin 2012 werd Lahey veroordeeld tot 15 maanden celstraf en 2 jaar voorwaardelijk, die hij niet hoefde uit te zitten omdat het werd verrekend met de tijd die hij reeds had uitgezeten.
- International Standard Name Identifier: 0000 0000 7384 7422
- Library of Congress Control Number: n90673307
- Système universitaire de documentation: 248690930
- Virtual International Authority File: 21303236
- WorldCat: E39PBJxRwTFQccBhtpd3fKdxXd